# Герб департаменту Верхній Рейн
Герб департаменту Верхній Рейн — герб департаменту на північному сході Франції, що має історичну назву Верхній Ельзас.

## Опис
Герб Верхнього Ельзасу являє собою золотий перев'язок вліво, супроводжуваний з обох боків трьома золотими коронами, у червоному полі.
Шість золотих корон символізують колишні володіння Габсбургів у південному Ельзасі. Землі Верхнього Ельзасу належать дому Габсбургів від 1130 року. Вибір символів, таких як крони, який датується 1418 роком, відображає сподівання Габсбургів на королівську корону і популярністю культу трьох волхвів на Рейнських землях. 1507 року в оточенні Максиміліана Австрійського, чоловіка Марії Бургундської, згадано, що шість крон символізують шість частин стародавнього королівства Бургундії.
Червоний фон є загальним для старих регіональних і міських гербів Верхнього Ельзасу і Нижнього Ельзасу.

## Галерея

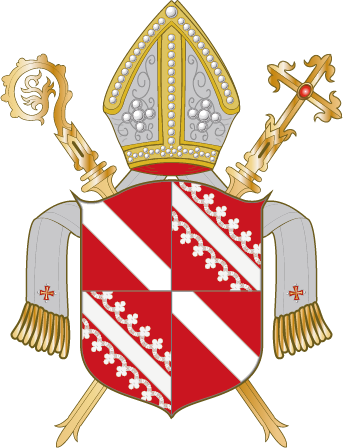
Герб Страсбурзького єпископства
Символ Верхнього Ельзасу на великому гербі «імперської провінції» (1891-1918)
Символ Верхнього Ельзасу на малому гербі «імперської провінції»
Символ Верхнього Ельзасу на об'єднаному гербі Ельзасу (1948-1990)
Символ Верхнього Ельзасу на об'єднаному гербі Ельзасу (від 1990)